# Stazione di Günzburg
La stazione di Günzburg è la stazione ferroviaria della città tedesca di Günzburg.